# Ilex perado
Ilex perado är en järneksväxtart. Ilex perado ingår i släktet järnekar, och familjen järneksväxter.

## Underarter
Arten delas in i följande underarter:
- I. p. umbrosa
- I. p. azorica
- I. p. iberica
- I. p. lopezlilloi
- I. p. perado
- I. p. platyphylla

## Bildgalleri

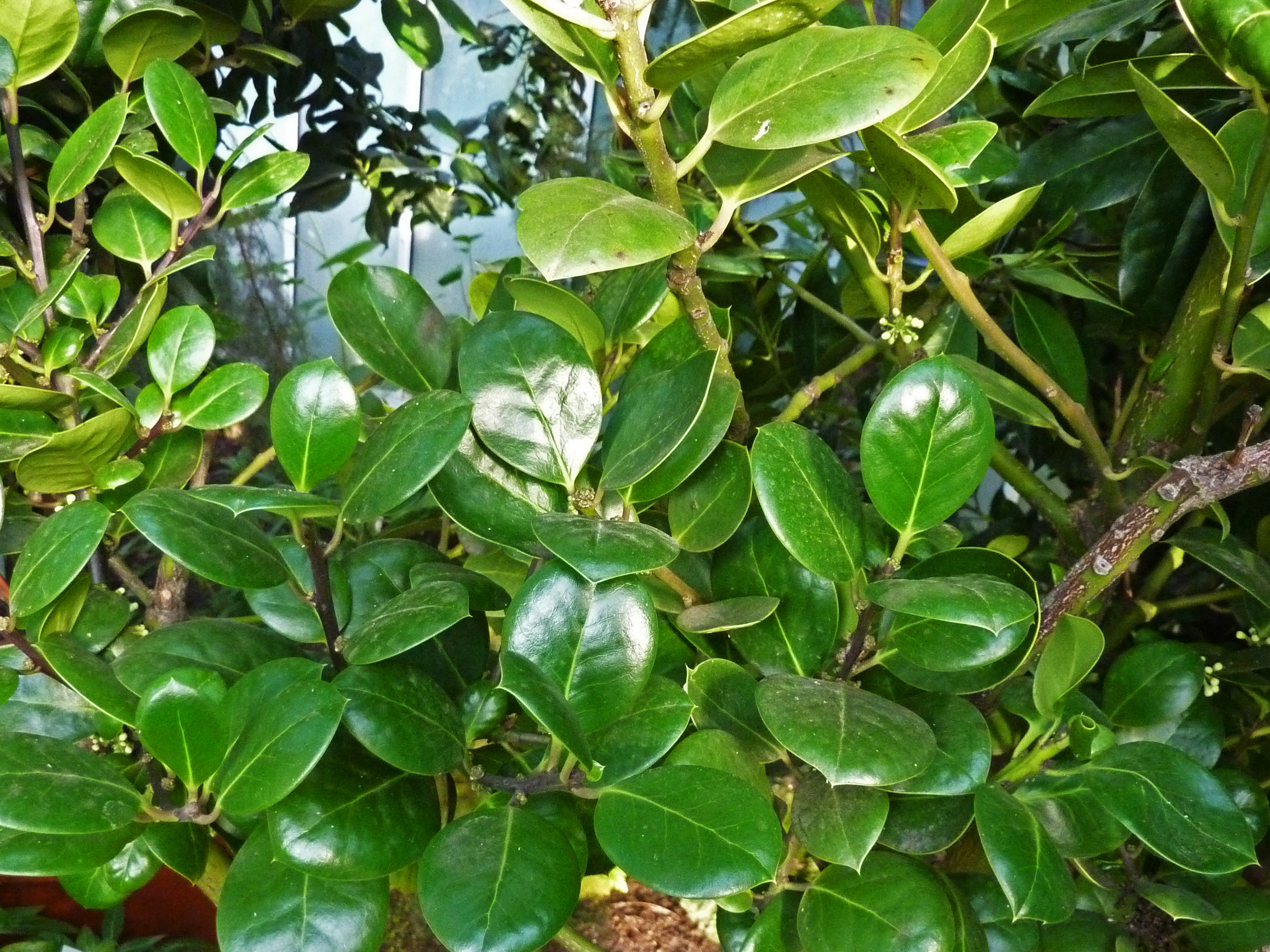